# Verbandsgemeinde Katzenelnbogen
La comunità amministrativa di Katzenelnbogen (Verbandsgemeinde Katzenelnbogen) era una comunità amministrativa della Renania-Palatinato, in Germania.
Faceva parte del circondario del Reno-Lahn.
A partire dal 1º luglio 2019 è stata unita alla comunità amministrativa di Hahnstätten per costituire la nuova comunità amministrativa Aar-Einrich.

## Suddivisione
Comprende 21 comuni:
1. Allendorf
2. Berghausen
3. Berndroth
4. Biebrich
5. Bremberg
6. Dörsdorf
7. Ebertshausen
8. Eisighofen
9. Ergeshausen
10. Gutenacker
11. Herold
12. Katzenelnbogen (città)
13. Klingelbach
14. Kördorf
15. Mittelfischbach
16. Niedertiefenbach
17. Oberfischbach
18. Reckenroth
19. Rettert
20. Roth
21. Schönborn

Il capoluogo è Katzenelnbogen.